# Тарновський Олег Олегович
Олег Олегович Тарновський (10 квітня 1992 , Львів ) — український, а згодом молдовський веслувальник на каное, призер чемпіонатів світу та Європи.

## Кар'єра
Олег Тарновський народився 10 квітня 1992 року у Львові. Підготовку проводив у Тернополі, у дитячо-юнацькій школі «Буревісник». Виступав за юнацьку збірну України, але у 2013 році разом із своїм молодшим братом Сергієм змінив спортивне громадянство на молдавське.
У 2014 році виграв срібну медаль молодіжного чемпіонату Європи на дистанціях 500 та 1000 метрів, а також срібну медаль молодіжного чемпіонату світу на дистанції 1000 метрів у каное-одиночках.
На чемпіонаті світу 2015 року, який відбувся у Мілані, зумів виграти срібну медаль на дистанції 500 метрів.
У 2016 році виграв бронзову медаль чемпіонату Європи в Москві на дистанції 500 метрів. Також виступив на своїх дебютних Олімпійських іграх. На змаганнях у Ріо-де-Жанейро він посів 12-те місце у каное-одиночках на дистанції 200 метрів.
У 2017 році виграв срібну медаль чемпіонату Європи на дистанції 500 метрів.
У подальші роки кар'єри зумів виграти бронзову медаль чемпіонату Європи 2018 року та чемпіонатів світу 2019 та 2021 років на дистанції 500 метрів у каное-одиночках.
У 2021 році намагався пройти кваліфікацію на Олімпійські ігри у Токіо. Веслувальник виступив на Європейській олімпійській кваліфікаційній регаті на дистанції 1000 метрів у каное-двійках, але у фіналі A цей екіпаж посів лише 9-те місце.